# Банщиков, Геннадий Иванович
Геннадий Иванович Банщиков (9 ноября 1943, Казань — 7 марта 2025, Санкт-Петербург) ― советский и российский композитор, педагог, Заслуженный деятель искусств РСФСР (18 февраля 1991). Кавалер Ордена Дружбы (18 ноября 2004).

## Биография
Учился в Московской консерватории по классу композиции Сергея Баласаняна (1961―1964), затем ― в Ленинградской консерватории у Бориса Арапова (1965―1966), под руководством которого также учился в аспирантуре (1966―1969). В 1967 году Банщиков был принят в Союз композиторов СССР. С 1974 он преподавал в Ленинградской консерватории (с 1983 ― доцент, с 1998 ― профессор оркестровки и композиции).
Скончался 7 марта 2025 года в Санкт-Петербурге на 82-м году жизни после продолжительной болезни. Похоронен на Серафимовском кладбище.

## Творчество
За годы обучения в консерваториях и в аспирантуре Банщиков написал ряд зрелых сочинений (вокальный цикл на стихи Лорки, четыре виолончельных концерта, камерную оперу «Любовь и Силин» по мотивам произведений Козьмы Пруткова). (Композитор одно время даже в шутку называл себя «русскоязычным немецким композитором»). Немаловажное влияние на его творчество оказала музыка Рихарда Штрауса — его памяти Банщиков посвятил оперу «О том, как поссорились Иван Иванович с Иваном Никифоровичем» и концерт для камерного оркестра «Телефонная книга» и цитатой в Трио-сонате.
Стиль Банщикова сочетал техническое мастерство, профессионализм, академическую сдержанность, характерные для ленинградской-петербургской композиторской школы, с импульсивностью и эмоциональным накалом. Не отказываясь от современных приёмов композиции, Банщиков, тем не менее, не допускает излишней модернизации своего музыкального языка. Такие сочинения, как опера-пародия «Любовь и Силин» по Козьме Пруткову, «Опера о том…» по Н. Гоголю, «Горе от ума» по А. Грибоедову, выявляют присущие композитору чувство юмора, остроумие, иронию («разящий сарказм», по выражению Б. Тищенко). Банщиков обладает своей ярко выраженной композиторской индивидуальностью. В его творчестве заметно преобладание трагически окрашенных эмоций, особая напряженность интонационной и ритмической сферы, жесткость гармонического строя, но при этом его музыке свойственна особая лиричность и камерность высказывания. Это всегда высказывание от первого лица, выражение субъективного, почти всегда трагического мироощущения.
Учебник «Законы функциональной инструментовки», в котором нашёл отражение многолетний опыт преподавательской и творческой деятельности композитора, выявляет общие закономерности, лежащие в основе классической инструментовки.

## Основные сочинения
Оперы:
- «Осталась легенда» (радио-опера для детей, 1967)
- «Любовь и Силин» (1968)
- «Опера о том, как поссорились Иван Иванович с Иваном Никифоровичем» (1971, редакция 1982)
- «Смерть корнета Кляузова» (1976)
- «Горе от ума» (1982)
- «Любовник Мельпомены» («Маскарад времен Екатерины Великой») (2002)

Балеты
- «Вестрис» (1969)
- «Хореографическая поэма» (1980)
- «Оптимистическая трагедия» (1985)
- «Дама пик» (1989)
- «Шаман и Венера» (1993)

Кантаты
- «Зодчие» (1964, на стихи Д. Кедрина, для баса, мужского хора и оркестра)
- «Памяти Гарсиа Лорки» (1965, редакция 1979, для смешанного хора и камерного оркестра)
- «Пепел в ладонях» (1979, на стихи С. Вальехо, для сопрано и малого симф. оркестра)
- «Петербургский ноктюрн» (1985, на стихи А. Блока, для меццо-сопрано с оркестром)
- «Творцу» (1989, на стихи Ю. Балтрушайтиса, для хора a’cappella)
- «Облака» (1995, на стихи И. Бродского, «концертная ария» для сопрано с оркестром)

Оркестровая музыка
- Четыре симфонии (1967, 1977, 1988, «Вечный огонь», 1985)
- Концерт для фортепиано (1963, ред. 1978)
- Концерт для трубы (1963)
- Пять концертов для виолончели (1962, 1964, № 3 для виолончели соло 1965, № 4 «Дуодецимет» 1966, 1970)
- «Телефонная книга», концерт для камерного оркестра и автоответчика (1991)

Камерные сочинения
- Четыре мимолётности для виолончели и фортепиано (1963)
- Соната для альта и фортепиано (1964, 2-я ред. 1993)
- Маленький дуэт для скрипки и фортепиано (1965)
- Четыре пьесы для кларнета и фортепиано (1968)
- Соната для кларнета и фортепиано (1972)
- Трио-соната для скрипки, альта и виолончели с фортепиано (1972)
- Соната для флейты и фортепиано (1975)
- Четыре сонаты для баяна (1977, 1985, 1987, 2002)
- Струнный квартет (1982)
- Соната для арфы и органа (1987)
- Вокальный цикл для сопрано и фортепиано на стихи Ф. Гарсиа Лорки (1961, 2-я ред. 1974)

Для фортепиано
- Силлогизмы (1964)
- Sonatina-ostinato (1978)
- Пять сонат (1968, 1973, 1974, 1988, 1998)

### Работы в кинематографе
- 1969 — Далеко до апреля (короткометражный)
- 1974 — Король и дыня (мультфильм)
- 1976 — Меня ждут на земле
- 1978 — Игроки (телеспектакль)
- 1980 — Что там, за поворотом?
- 1982 — Разбег
- 1986 — Удивительная находка, или Самые обыкновенные чудеса — «Песня о первом полёте» на стихи Владислава Крапивина
- 1987 — Виктория
- 1989 — Убегающий август
- 1991 — Миф о Леониде
- 1994 — Колечко золотое, букет из алых роз
- 1995 — Эликсир (короткометражный)
- 1997 — Светлана (короткометражный)
- 2005 — В музей — без поводка

### Работы в театре
- 1987 — «Женитьба Белугина» спектакль Ленинградского государственного театра имени Ленинского комсомола, постановка Геннадия Егорова

### Статьи, исследования
- Банщиков Г. Оркестр в «Поэме экстаза» Скрябина // Оркестровые стили в русской музыке. Сб. ст. Сост. В. И. Цытович, Л., Музыка, 1987. С. 73-81.
- Банщиков Г. Законы функциональной инструментовки. Учебник (учебное пособие). СПб., Композитор, 1997.